# Båleröd
Båleröd är en småort i Skee socken i Strömstads kommun i Västra Götalands län. Orten har 97 invånare (2023). Väster om orten ligger viken Tångeflo och Tjärnö.